# UCSD p-System
O UCSD p-System era o sistema operacional escrito em Pascal da Universidade da Califórnia (University of California Software Distribution - Pascal System). Consistia em um sistema operacional que executava programas em pseudo-código, chamados de p-code, em uma máquina virtual previamente escritos em Pascal.
Era um sistema operacional que era muito popular no início dos computadores pessoais, por volta do final de 1970 e início de 1980.
Similarmente ao Java nos dia de hoje, foi baseado em uma máquina virtual com um conjunto padrão de instruções de baixo nível. As instruções em pseudo-linguagem de máquina "p-code"(como os bytecodes) eram emulados em hardware diferentes, incluindo os micro-computadores 6502, o 8080, o Z-80, e o PDP-11. Desta forma, o compillador Pascal a partir do p-code poderia gerar um programa que funcionaria em qualquer sistema P(P-System) operando em um Apple Inc. II, um Xerox 820, ou um DEC PDP-11.
A linguagem mais popular para o Sistema P era o UCSD Pascal. Na verdade, o sistema operacional P era, ele mesmo, escrito em UCSD Pascal, tornando assim o sistema operacional inteiro relativamente portátil entre plataformas diferentes. O p-Sytem foi também um dos três sistemas operacionais originais do IBM PC, mas perdeu espaço para o MS DOS devido a, entre outros fatores, problemas comerciais e de licenciamento.